# Graftgold
Graftgold var ett företag som utvecklade datorspel för bland annat Commodore 64 och Amiga under 1980- och början av 1990-talet.
Företaget är mest känt för att ha skapat spelen Uridium, Paradroid och Fire & Ice.

## Historia

### The Hewson Era
Graftgold grundades 1983 av Steve Turner som hoppade av sitt gamla programmeringsjobb för att börja med spel. Han anlitade samtidigt en nära vän Andrew Braybrook. Efter att en stund ha utvecklat spel till hemdatorn Dragon började de sedan rikta in sig på de mer lukrativa marknaderna för Commodore 64 och ZX Spectrum.
Mycket av Graftgolds tidiga framgånar beror på deras samarbete med Hewson Consultants, grundat av Andrew Hewson. Hewson var ett av de mest framgångsrika spelutgivarna i Storbritannien och gav ut många av Graftgolds titlar, bland annat Paradroid, Stormlord, Uridium, Quazatron, Ranarama och Firelord.

## Ludografi
| Titel              | Format                                   | Utgivare         | Årtal   |
| ------------------ | ---------------------------------------- | ---------------- | ------- |
| 3D Space Wars      | Spectrum, Dragon 32                      | Hewson           | 1983    |
| 3D Seiddab Attack  | Spectrum, Dragon 32                      | Hewson           | 1984    |
| 3D Lunattack       | Spectrum, Dragon 32, C64                 | Hewson           | 1984    |
| Avalon             | Spectrum                                 | Hewson           | 1984    |
| Gribbly's Day Out  | C64                                      | Hewson           | 1985    |
| Dragontorc         | Spectrum                                 | Hewson           | 1985    |
| Paradroid          | C64                                      | Hewson           | 1985    |
| Astroclone         | Spectrum                                 | Hewson           | 1986    |
| Quazatron          | Spectrum                                 | Hewson           | 1986    |
| Uridium            | C64                                      | Hewson           | 1985/6  |
| Alleykat           | C64                                      | Hewson           | 1986    |
| Ranarama           | Spectrum                                 | Hewson           | 1986    |
| Uridium+           | C64                                      | Hewson           | 1986    |
| Magnetron          | Spectrum, C64                            | TelecomSoft      | 1987    |
| Morpheus           | C64                                      | TelecomSoft      | 1986/7  |
| FlyingShark        | Spectrum, Amstrad                        | TelecomSoft      | 1988    |
| Intensity          | C64, Spectrum                            | TelecomSoft      | 1988    |
| Orion              | C64                                      | TelecomSoft      | 1988    |
| Head The Ball      | C64                                      | Hewson           | 1988    |
| Soldier Of Fortune | C64, Spectrum                            | TelecomSoft      | 1988/9  |
| Rainbow Islands    | Amiga, Atari ST,C64, Spectrum, Amstrad   | TelecomSoft      | 1988/9  |
| Bushido            | C64                                      | Microprose       | 1988/9  |
| Paradroid 90       | Amiga, Atari ST                          | Hewson           | 1989/90 |
| Simulcra           | Amiga, Atari ST                          | Microprose       | 1989    |
| Off Road Racer     | Spectrum, C64, Amiga, Atari, PC, Amstrad | Virgin           | 1989    |
| Realms             | Amiga, Atari ST, PC                      | Virgin           | 1990    |
| Fire & Ice         | Amiga, Atari ST, PC                      | Renegade         | 1990-92 |
| Offroad            | GameGear, Master System                  | Virgin           | 1991    |
| Superman           | Gamegear, Master System                  | Virgin           | 1992    |
| Fire and Ice       | Gamegear, Master System                  | Virgin           | 1993    |
| Uridium 2          | Amiga                                    | Renegade         | 1993    |
| Ottifants          | Gamegear, Master System, Megadrive       | Sega             | 1993    |
| Empire Soccer      | SuperNES, PC, Amiga                      | EntertainmentInt | 1993-4  |
| Fire and Ice       | Amiga CD32,PC                            | Renegade         | 1995    |
| Virus Alert        | Amiga                                    | Renegade         | 1995    |
| MotoX              | PC, Playstation                          | Warner/GTI       | 1996    |
| Rainbow Islands    | PC, Playstation                          | Acclaim          | 1996    |